# Polnisch-Preußische Allianz
Die polnisch-litauisch-preußische Allianz war ein am 29. März 1790 in Warschau geschlossenes Bündnis zwischen Polen-Litauen und Preußen. Preußen versuchte die Gelegenheit, in der das russische Kaiserreich und das österreichische Habsburger-Reich in Kriege gegen das Osmanische Reich und Schweden verwickelt waren, zu nutzen, um das geschwächte Polen-Litauen in seine Einflusssphäre zu ziehen. Einige Interessengruppen innerhalb Polens erachteten dies als Möglichkeit, sich von der jahrzehntelangen Kontrolle Russlands zu befreien. Beide Länder versprachen einander Beistand im Falle eines Krieges und in einer geheimen Klausel überließ Polen Danzig und Thorn Preußen, unter der Bedingung, dass Polen durch preußischen Beistand das 1772 an Österreich abgetretene Galizien zurückerhielt. Der vierjährige Sejm beschloss 1791 allerdings, dass das polnisch-litauische Territorium nicht geteilt werden könne.
Schon 1792 änderten sich jedoch die Verhältnisse: Durch den Frieden von Jassy, der den Krieg zwischen Russen und Osmanen im Januar 1792 beendete, war Russland militärisch nicht mehr an anderer Stelle gebunden, während der Erste Koalitionskrieg, der im April ausbrach, Preußen dazu zwang, einen Teil seiner Streitmacht nach Westen zu verlagern, um Frankreich zu bekämpfen. Im Mai fiel Russland in Polen ein, um es wieder unter seine Kontrolle zu bekommen. Unter Berufung darauf, dass es bezüglich der Verfassung des 3. Mai nicht konsultiert wurde, erklärte Preußen die Allianz mit Polen für nichtig und verweigerte jegliche Unterstützung. Vielmehr marschierte es im Januar 1793 in Großpolen ein, um sich nach Verständigung mit Russland seinen Anteil an der zweiten Teilung Polens zu sichern.